# Sheikh Hasina
Sheikh Hasina (n. 28 septembrie 1947, Tungipara Upazila⁠(d), Dominionul Pakistan⁠(d), Bangladesh), cunoscută și după numele ei de căsătorie Sheikh Hasina Wazed, este o politiciană din Bangladesh care a ocupat funcția de prim-ministru al Bangladeshului din ianuarie 2009 până la demisionarea sa din funcție la data de 5 august 2024. Anterior a fost prim-ministru din iunie 1996 până în iulie 2001. Ea este persoana care a fost în această funcție cea mai lungă perioadă de timp în istoria Bangladeshului, fiind în această poziție pentru o perioadă combinată de peste 17 ani.
Hasina este fiica primului președinte din Bangladesh, Sheikh Mujibur Rahman, fiind cea mai mare dintre cei cinci copii ai săi. Cariera sa politică a durat mai mult de patru decenii. Anterior, a fost lider al opoziției din 1986 până în 1990 și din 1991 până în 1995, apoi ca prim-ministru din 1996 până în 2001. A condus Liga Awami (LA) din 1981. În 2009, a depus jurământul pentru cel de-al doilea mandat de prim-ministru, după ce a câștigat o victorie importantă la alegerile generale din 2008. În 2014, a fost realeasă pentru un al treilea mandat în cadrul unor alegeri boicotate de PNB și criticate de observatorii internaționali. A câștigat un al patrulea mandat în 2018, în urma unor alegeri marcate de violență și criticată de opoziție ca fiind trucate.
Hasina a fost considerată una dintre cele mai puternice femei din lume, ocupând locul 39 pe lista Forbes Magazine a celor mai puternice 100 de femei din lume în 2020, locul 26 în 2018, și locul 30 în 2017. De asemenea, ea a fost inclusă pe lista „primilor 100 de gânditori globali” din deceniul actual. Hasina este membru al Consiliului femeilor lideri mondiali, o rețea internațională de actuali și foști președinți și prim-miniștri femei. Sheikh Hasina a fost inclusă în lista celor mai influente 100 de persoane din lume a revistei Time din 2018.